# Berk Cankat
Berk Cankat (ur. 9 maja 1984 w Ankarze) – turecki aktor pochodzenia czerkieskiego znany między innymi z roli w serialu Wspaniałe stulecie: Sułtanka Kösem.

## Życiorys
Berk Cankat urodził się w czerkieskiej rodzinie w tureckiej stolicy Ankarze. Dzieciństwo ze względu na pracę ojca spędził w Ankarze, Hatayu, gdzie ukończył szkołę podstawową, oraz w Eskişehir. Od 2002 do 2007 roku studiował grafikę na Uniwersytecie Bilkent w Ankarze. Po ukończeniu studiów przeniósł się do Stambułu aby pracować jako grafik. W Stambule rozpoczął studia aktorskie. Jego pierwszą rolą była rola w serialu Sana bir sir verecegim. W latach 2015–2016 wcielał się w rolę Iskendera w serialu Wspaniałe stulecie: Sułtanka Kösem.

## Filmografia
Seriale
- 2013: Medcezir – jako Cem
- 2013: Sana Bir Sır Vereceğim – jako Savas Yapici, reż. Halenur Uzunoglu
- 2014: Güzel Köylü – jako Cemal Alkan, reż. Mustafa Sevki Dogan
- 2015–2016: Wspaniałe stulecie: Sułtanka Kösem – jako Iskender, reż. Mert Baykal
- 2017: Yıldızlar Şahidim – jako Aras, reż. Yildiz Hülya Bilban
- 2018: Gülizar – jako Murat, reż. Cagan Irmak
- 2018: Bir Deli Rüzgar – jako Ugur, reż Altan Dönmez